# Новоохочье
Но́воохо́чье — село в Серышевском районе Амурской области России. Входит в состав Украинского сельсовета.

## География
Село Новоохочье расположено к северо-востоку от районного центра посёлка Серышево, стоит в 2 км восточнее автотрассы Чита — Хабаровск.
Дорога к селу Новоохочье от райцентра Серышево идёт на восток до села Украинка, далее на север по автотрассе Чита — Хабаровск, расстояние — 25 км.
До административного центра Украинского сельсовета села Украинка — 14 км.

## Население
| 2002 | 2010 | 2012 | 2013 | 2014 | 2015 | 2016 |
| ---- | ---- | ---- | ---- | ---- | ---- | ---- |
| 144  | ↘128 | ↗130 | ↗134 | ↘124 | ↘121 | ↘119 |
| 2017 | 2018 |      |      |      |      |      |
| ↗121 | ↘115 |      |      |      |      |      |

## Улицы
В селе имеется одна улица — Центральная.

## Экономика
Сельскохозяйственные предприятия Серышевского района.